# Bad Lausick
Bad Lausick is een Duitse gemeente en plaats in de Duitse deelstaat Saksen, en maakt deel uit van de Landkreis Leipzig.
Bad Lausick telt 8.087 inwoners.

## Kernen
- Bad Lausick
- Ballendorf
- Beucha
- Buchheim
- Ebersbach
- Etzoldshain
- Glasten
- Kleinbeucha
- Lauterbach
- Steinbach
- Stockheim
- Thierbaum

Bad Lausick ·
Belgershain ·
Bennewitz · 
Böhlen ·
Borna ·
Borsdorf ·
Brandis ·
Colditz ·
Elstertrebnitz ·
Frohburg ·
Geithain ·
Grimma ·
Groitzsch ·
Großpösna ·
Kitzscher ·
Kohren-Sahlis ·
Lossatal ·
Machern ·
Markkleeberg ·
Markranstädt ·
Naunhof ·
Neukieritzsch ·
Otterwisch ·
Parthenstein ·
Pegau ·
Regis-Breitingen ·
Rötha ·
Thallwitz ·
Trebsen/Mulde ·
Wurzen ·
Zwenkau